# Heliothela
Genre
Synonymes
- Nyctarcha Meyrick, 1884[1]
- Orosana Walker, 1863[1]

Heliothela est un genre de lépidoptères de la famille des Crambidae.

## Liste d'espèces
Selon BioLib (30 janvier 2020) :
- Heliothela aterrima Turner, 1937
- Heliothela didymospila Turner, 1915
- Heliothela floricola Turner, 1913
- Heliothela ophideresana (Walker, 1863)
- Heliothela oreias Turner, 1915
- Heliothela paracentra (Meyrick, 1887)
- Heliothela praegalliensis Frey, 1880
- Heliothela wulfeniana (Scopoli, 1763)

Selon Catalogue of Life (30 janvier 2020) :
- Heliothela aterrima Turner, 1937
- Heliothela atra Butler, 1877
- Heliothela atralis Hübner
- Heliothela coerulealis Caradja, 1916
- Heliothela didymospila Turner, 1915
- Heliothela floricola Turner, 1913
- Heliothela nigralbata Hampson, 1899
- Heliothela ochreipennis Butler, 1886
- Heliothela ophideresana Walker, 1863
- Heliothela oreias Turner, 1915
- Heliothela paracentra Meyrick, 1887
- Heliothela persumptana Walker, 1863
- Heliothela praegalliensis Frey
- Heliothela wulfeniana Scopoli, 1763